# 劉安 (三國演義)
劉安，是《三国演义》中的虚构人物，藏匿劉備的猎人。
呂布击败劉備，劉備逃亡投奔曹操，到猎户刘安家投宿。刘安知道豫州牧来了，想要找野味供食，一时不能得，于是杀妻子给刘备吃。劉備问是什么肉，他回答狼肉。次日早上，劉備在厨房见一个妇人被杀，手臂上的肉都已割去，劉備惊问劉安，刘安以实相告。劉備伤感泪流。劉安说本来想要跟随使君，因老母在堂，未敢远行。後来，劉備见到曹操，説明经过，曹操派孫乾给刘安赏赐黄金百两。